# Opius diversicurrens
Opius diversicurrens är en stekelart som beskrevs av Fischer 1972. Opius diversicurrens ingår i släktet Opius och familjen bracksteklar. Inga underarter finns listade i Catalogue of Life.